# Matthew Abood
Matthew Abood (Sydney, 28 giugno 1986) è un ex nuotatore australiano, specializzato nello stile libero.

## Palmarès
- Giochi olimpici

Rio de Janeiro 2016: bronzo nella 4 × 100 m sl.
- Mondiali

Shanghai 2011: oro nella 4 × 100 m sl.
- Giochi PanPacifici

Gold Coast 2014: oro nella 4 × 100 m sl.
- Giochi del Commonwealth

Glasgow 2014: oro nella 4 × 100 m sl.